# 146 (число)
Вижте пояснителната страница за други значения на 146.
146 (сто четиридесет и шест) е естествено, цяло число, следващо 145 и предхождащо 147.
Сто четиридесет и шест с арабски цифри се записва „146“, а с римски цифри – „CXLVI“. Числото 146 е съставено от три цифри от позиционните бройни системи – 1 (едно), 4 (четири), 6 (шест).

## Общи сведения
- 146 е четно число.
- 146-ият ден от годината е 26 май.
- 146 е година от Новата ера.

## Любопитни факти
- Луноход 2 провежда самостоятелни изследвания на Луната 146 дни.